# 서현고등학교
서현고등학교(書峴高等學校)는 대한민국 경기도 성남시 분당구 서현동에 있는 공립 과학중점고등학교이다.

## 학교 연혁
- 1991년 8월 9일 : 24학급 설립 인가
- 1991년 9월 1일 : 제1대 허재무 교장 취임
- 1991년 10월 4일 : 개교(학교생 1명 전입)
- 1992년 3월 3일 : 92학년도 입학식
- 1993년 2월 23일 : 제1회 졸업식(53명)
- 1996년 3월 2일 : 과학교육 우수학교 선정
- 1997년 10월 14일 : 강당 개관식
- 2011년 3월 2일 : 자연과학과정 특성화학교 선정
- 2021년 3월 1일 : 제10대(초빙3대) 김상도 교장 취임
- 2022년 12월 13일 : 미래형과학실구축학교 선정
- 2023년 3월 2일 : 2023학년도 입학식(281명)
- 2023년 3월 2일 : 2023학년도 경기도교육청지정 과학중점학교 운영
- 2024년 1월 5일 : 제32회 졸업장 수여식(253명) 총 13,352명
- 2024년 7월 1일: 제11대 오기석 교장 취임
- 2025년 1월 7일: 제33회 졸업장 수여식(272명) 총 13,624명

## 참고 자료
- 서현고등학교 - 한국교육학술정보원 학교알리미